# Hospital de Santa Caterina (Salt)
L'Hospital de Santa Caterina va obrir les portes el 18 de setembre de 2004 al municipi de Salt en substitució de l'Antic Hospital de Santa Caterina de la veïna ciutat de Girona. Amb el Parc hospitalari Martí Julià, l'empresa pública de la Generalitat de Catalunya —Institut d'Assistència Sanitària (IAS)— va aportar un salt qualitatiu en la sanitat de les comarques gironines. La Regió Sanitària de Girona es convertia en la primera de Catalunya on la reconversió psiquiàtrica i la modernització sanitària s'integraven en un sol projecte. Al mateix temps, els gironins recuperaven l'històric edifici per albergar els Serveis Territorials de la Generalitat de Catalunya al cor de la ciutat.

## Història
El segle xviii es va construir l'Antic Hospital de Santa Caterina per satisfer les necessitats bàsiques de les persones de la ciutat. Durant l'època medieval fins al renaixement era un centre de caritat que acollia orfes, pelegrins i malalts.
Anys més tard, aproximadament el 1571, es va convertir en un hospital reial en poder de Felip II i es va construir de nou. L'escut conservat a l'entrada del Pati de les Magnòlies de l'edifici actual ho demostra.
Entre els anys 1666 i el 1679 es va construir el que va ser l'hospital de Santa Caterina del centre de Girona abans de traslladar-se a Salt i de convertir-se en les oficines de la Generalitat. L'any 1985 aquest va passar a formar part de la Xarxa Hospitalària. En aquell moment, el Conseller de Sanitat Xavier Trias va realitzar un nou projecte per traslladar aquest hospital. El 1992 es va formar l'Institut d'Assistència Sanitària i,dos anys després, el 1994 es va firmar un conveni en mans de l'Institut d'Assistència Sanitària, L'Ajuntament de Girona i la Generalitat de Catalunya per traslladar l'hospital. D'aquesta manera es podrien millorar les instal·lacions i els serveis oferts a la població.
L'any 2004 es va inaugurar el nou hospital. Això va significar el tancament de les portes de l'històric Hospital Santa Caterina de la Plaça de l'Hospital per obrir les noves d'un nou Hospital Santa Caterina ubicat al Parc Hospitalari Martí i Julià de Salt. Es configurava així un espai sanitari basat en un concepte integrador de la salut que inclou l'assistència psiquiàtrica, sociosanitària i social i l'atenció de les malalties físiques. Amb l'obertura del nou Hospital de Santa Caterina, prenia forma el Parc Hospitalari Martí i julià, i ben lluny de recloure's en si mateix, s'obria aquest a la ciutadania i al municipi.

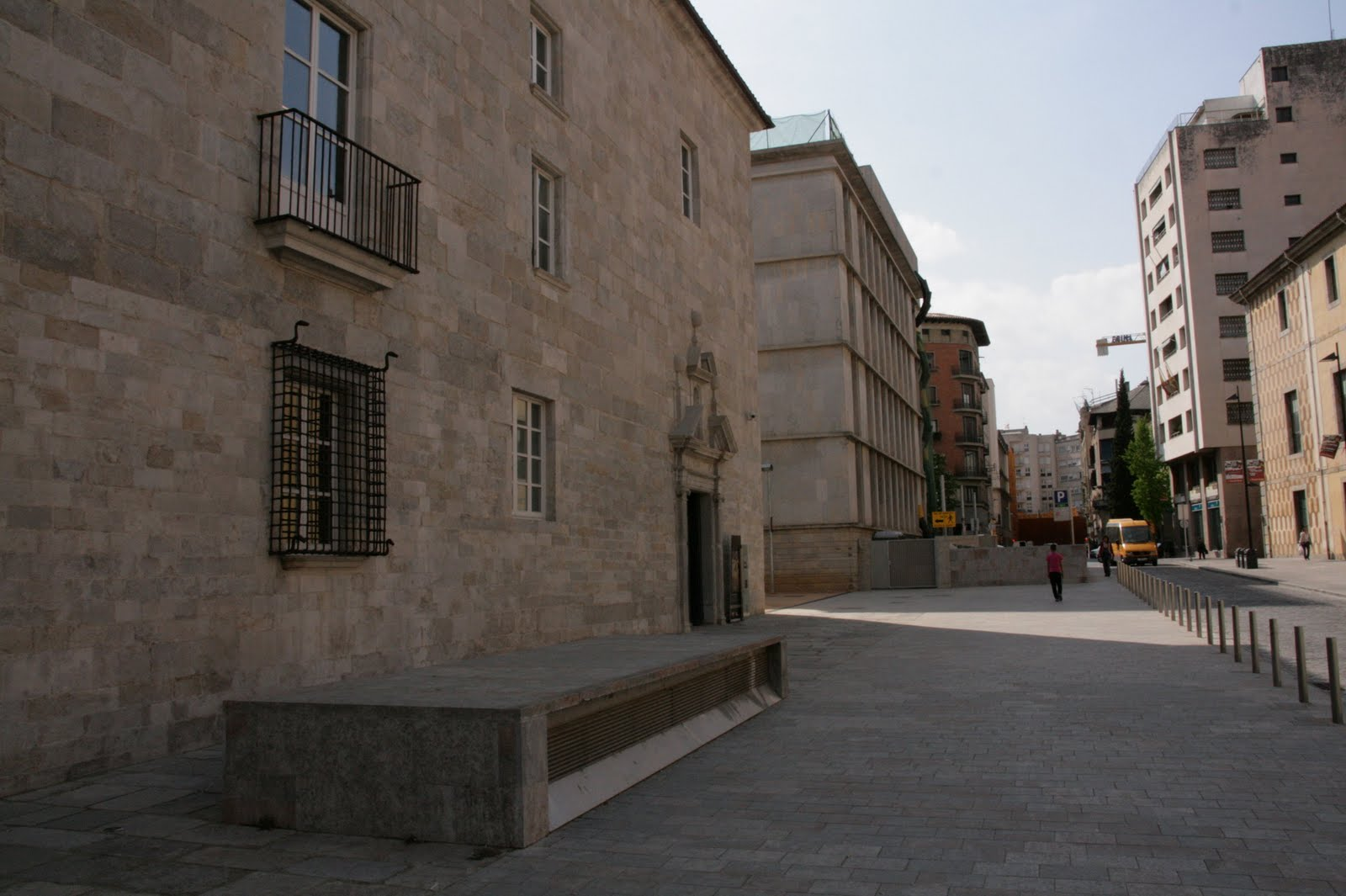
Antic Hospital de Santa Caterina

L'any 2004 les instal·lacions del vell hospital de Santa Caterina va sortir a concurs i es va proposar fer les Oficines de la Generalitat. Així doncs, la construcció es va fer entre 2006 i 2009.
Avui en dia, el nou hospital comarcal ofereix serveis al Gironès i la Selva inferior. La població a la qual atén és d'unes 144.000 persones en una superfície de 28.340, 38 m² i amb de 222 llits distribuït en 5 unitats d'hospitalització.

## Serveis assistencials
Actualment, l'Hospital de Santa Caterina té tota una cartera de serveis per oferir. És referent en cures pal·liatives a les Comarques gironines i en salut mental. Els serveis que ofereix el centre sanitari es poden obtenir a consultes externes, centres d'atenció primària (CAPs), urgències o unitats d'hospitalització.
Els serveis de l'hospital són: Anestèsia, Reanimació i Terapèutica del dolor, Cirurgia general, Cirurgia plàstica i reparadora, Dermatologia, Cures pal·liatives, Ginecologia i Obstetrícia, Medicina interna (en aquest servei hi ha diferents especialitats: cardiologia, pneumologia, infecciosos, digestiu, medicina tropical i reumatologia), Medicina de l'esport, Neurologia, Oftalmologia, Oncologia, Otorrinolaringologia, Pediatria, Radiologia, Traumatologia i cirurgia ortopèdica, Salut Internacional, Urologia, Urgències.

## Gerència
L'any 2012, el Departament de Salut, amb la voluntat de crear aliances estratègiques principalment entre l'Hospital Universitari Doctor Josep Trueta de Girona, gestionat per l'Institut Català de la Salut (ICS Girona), i l'Hospital de Santa Caterina, gestionat per l'Institut d'Assistència Sanitària (IAS), inicia un nou projecte que integra la gestió d'ambdues organitzacions sota una sola gerència.